# Škoda Pars
Škoda Pars a.s. (bis Mai 2021 Pars nova a.s.) ist ein tschechisches Unternehmen mit Sitz in Šumperk. Es ist auf die Reparatur, Herstellung und Modernisierung von Schienenfahrzeugen spezialisiert. Es gehört zum Konzern Škoda Transportation.

## Geschichte
Am 8. Dezember 1947 wurde der Grundstein für das Werk gelegt, am 1. Juni 1952 wurde dieses eröffnet. 1973 erfolgte die Umbenennung in ŽOS Šumperk. Mit der Privatisierung 1993 erhielt das Werk den Namen Pars DMN s.r.o. Zum 1. August 2000 wurde die Gesellschaft in eine Aktiengesellschaft umgewandelt, die im März 2008 von Škoda Transportation übernommen wurde. Diese wurde im April 2018 durch die PPF Gruppe übernommen.

## Portfolio
- Instandsetzungen, Generalüberholungen von Motoren (Diesel- und Elektromotoren)
- Modernisierung von Straßenbahnen von ČKD Tatra
- Rekonstruktion ČSD-Baureihe EM 475.1
- Rekonstruktion ČD-Baureihe 854
- Rekonstruktion ČSD-Baureihe ES 499.1
- Rekonstruktion von Personenwagen
- Umbauten auf Basis der ČD-Baureihe 810 zu den Baureihen 809, 811, 812 und 814
- Modernisierung von Triebwagen der DB-Baureihe 628.2 zur Baureihe 845